# Clark Art Institute
Lo Sterling & Francine Clark Art Institute, spesso indicato semplicemente come Clark Art Institute o The Clark, è un museo situato a Williamstown (Massachusetts), Stati Uniti. Con il Massachusetts Museum of Contemporary Art (MassMoCA) e il Williams College Museum of Art (WCMA) forma un trio dei più significativi musei d'arte e centri di ricerca a nord di The Berkshires.

## Storia
"The Clark" venne creato dall'imprenditore, esploratore e collezionista d'arte Robert Sterling Clark, assistito dalla moglie Francine. Robert, dopo aver vissuto nell'Estremo Oriente, si stabilì a Parigi nel 1911 dove, grazie alla cospicua eredità che ebbe dal nonno (una figura importante nelle industrie di macchine da cucire Singer), iniziò a collezionare opere d'arte che allora circolavano in quello che è considerato un periodo d'oro del mercato antiquario. Nel 1919 sposò Francine che lo aiutò nella sua passione.
I Clark si concentrarono inizialmente soprattutto sulla pittura antica italiana, olandese e fiamminga. In seguito si interessarono anche di artisti più moderni, come gli Impressionisti e i pittori della scuola di Barbizon (soprattutto John Singer Sargent, Edgar Degas, Winslow Homer e Pierre-Auguste Renoir), che divennero il loro interesse principale a partire dagli anni venti.

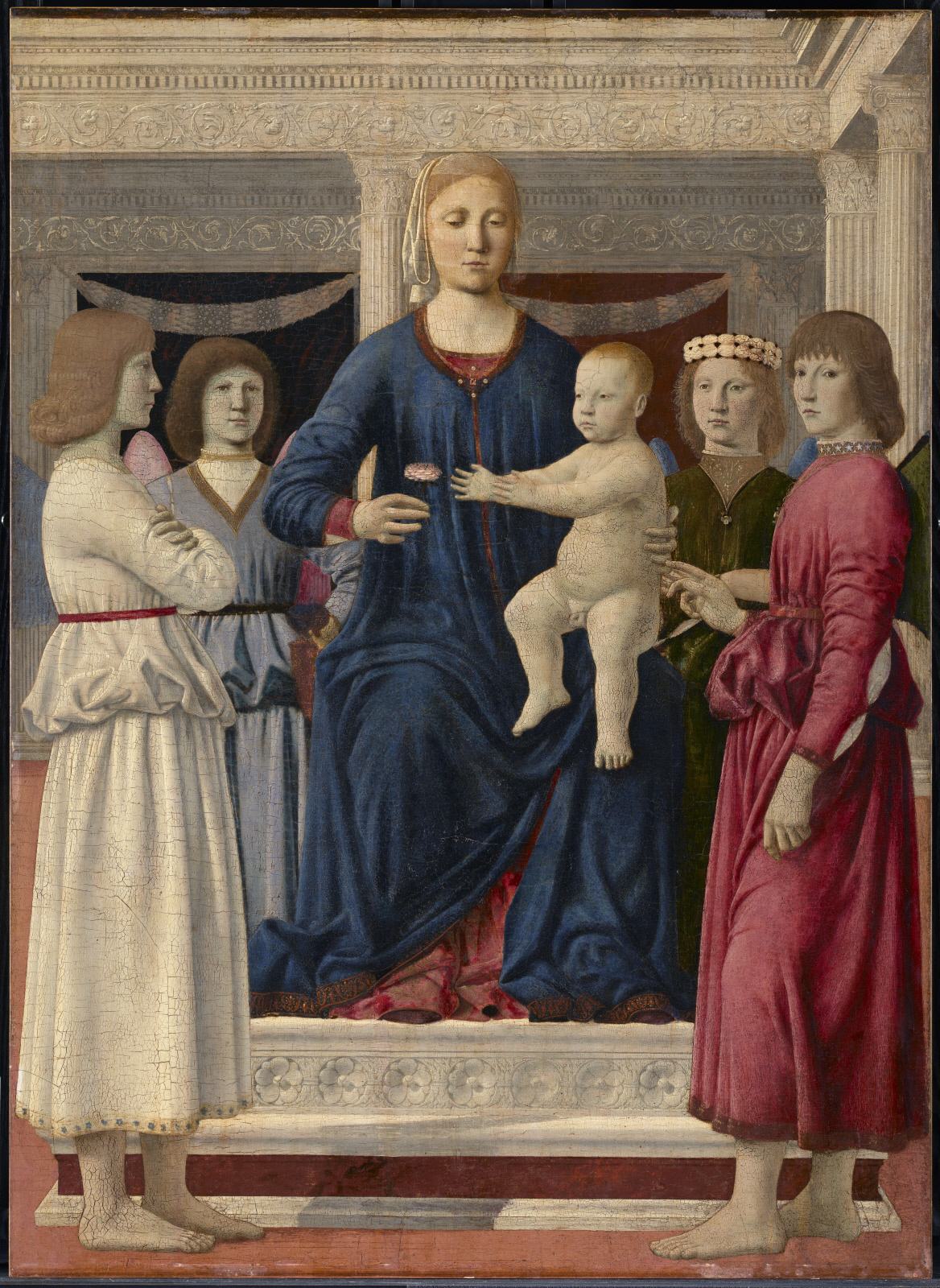
Piero della Francesca, Madonna col Bambino e quattro angeli

Nel corso di trentacinque anni di collezionismo misero su una raccolta di opere d'arte di eccezionale consistenza, qualità e ampiezza. Oltre a opere di pittura e scultura possedevano porcellano, argenti, stampe e disegni databili dal XIV al XIX secolo. La coppia nel frattempo si era stabilita a New York.
Nel corso degli anni quaranta i Clark iniziarono a preoccuparsi della salvaguardia della loro collezione. I loro piani prevedevano inizialmente la donatone al Metropolitan Museum, ma all'epoca il grande museo veniva considerato un possibile bersaglio di raid aerei nemici, per cui essi iniziarono a cercare un sito in un'area rurale, nello stato di New York o nel Massachusetts, dove fondare un museo interamente dedicato alle loro collezioni. Nel 1949 scelsero Williamstown, sede del Williams College e del Williams College Museum of Art, che già il padre e il nonno di Robert Clark avevano sovvenzionato. Così venne siglato un accordo il 15 marzo 1950 e dopo cinque anni, il 17 maggio 1955, l'Istituto venne aperto al pubblico.

## Il museo oggi
Dall'apertura il Museo ha continuato ad accrescere le proprie collezioni, concentrandosi in alcuni periodi su specifici settori dell'arte, come di recente la storia della fotografia. Oggi è rinomato soprattutto per il nucleo di opere dell'impressionismo, soprattutto i dipinti di Renoir, e la collezione di argenti inglesi e americani.
Nel giugno 2008 il museo e il campus si sono espansi con l'aggiunta dello Stone Hill Center, un'ala di circa tremila metri quadri disegnata da Tadao Andō.
The Clarks offre un'ampia gamma di servizi e programmi educativi, è dotato di un centro di conservazione per le opere d'arte e di una biblioteca specializzata, ed organizza regolarmente lezioni, conferenze e programmi di arti performative.

## Opere principali
- Carlo Crivelli
  - Redentore benedicente, 1471 circa
- Hans Memling
  - Ritratto di Gilles Joye, 1472
- Piero della Francesca
  - Madonna col Bambino e quattro angeli, 1475-1482
- Pietro Vannucci, Perugino
  - Cristo Morto con Giuseppe di Arimatea e Nicodemo, 1494-1498